# Muros (Galicien)
Muros ist eine Gemeinde und eine Kleinstadt in der spanischen Provinz A Coruña, innerhalb der Autonomen Region Galicien im Norden Spaniens. Sie liegt ca. 60 km westlich von Santiago de Compostela an der nördlichen Küste des fjordartigen Einschnitts Ría de Muros e Noia.

## Geschichte
Wie in vielen Gegenden Galiciens sind auch rund um Muros Funde aus der Steinzeit ein Beleg für die lange Besiedelung der gesamten Region. Besonders zu erwähnen sind die Petroglyphen (Steinzeichen) der Laxe das Rodas und der Cova da Bruxa, die sich in den Bergen oberhalb der Stadt befinden. Sie gelten als hervorragende Beispiele megalithischer Reliefkunst in Galicien.

## Bevölkerungsentwicklung der Gemeinde
Quelle: INE-Archiv – grafische Aufarbeitung für Wikipedia

## Gemeindegliederung
Die Gemeinde Muros ist in acht Parroquias gegliedert:
| Parroquias | Patrozinium  | Einwohner 2024 | Fläche km² | Dichte Einw./km² | Höhe msnm | Ortskennzahl |
| ---------- | ------------ | -------------- | ---------- | ---------------- | --------- | ------------ |
| Abelleira  | Santo Estevo | 462            | 8,12       | 57               | 12        | 15053010000  |
| Esteiro    | Santa Mariña | 1.850          | 16,73      | 111              | 4         | 15053020000  |
| Louro      | Santiago     | 1.135          | 11,89      | 95               | 85        | 15053030000  |
| Muros      | San Pedro    | 2.223          | 2,77       | 803              | 20        | 15053040000  |
| Serres     | San Xoán     | 1.857          | 11,20      | 166              | 39        | 15053050000  |
| Sestaio    | San Miguel   | 35             | 3,00       | 12               | 277       | 15053060000  |
| Tal        | Santiago     | 408            | 4,48       | 91               | 65        | 15053070000  |
| Torea      | San Xián     | 281            | 14,14      | 20               | 273       | 15053080000  |

## Wirtschaft
| Ackerbau, Viehzucht und Fischerei                                                  | 0334  | 012,69 |
| Industrie                                                                          | 0322  | 012,23 |
| Bauwirtschaft                                                                      | 0268  | 010,18 |
| Dienstleistungsbetriebe                                                            | 1.708 | 064,89 |
| Total                                                                              | 2.632 | 100,00 |
| * Daten aus dem Statistischen Amt für Wirtschaftliche Entwicklung in Galicien, IGE |       |        |

Die Fischwirtschaft ist der Hauptarbeitgeber der Gemeinde. In Muros hat die größte Fischereigenossenschaft der Region ihren Sitz. Eine besondere Bedeutung kommt hierbei der Muschelzucht zu. In der Ria de Muros e Noia befinden sich ausgedehnte Muschelfarmen. In der Auktionshalle am Hafen finden regelmäßige Fischauktionen statt, bei denen regionale Händler fangfrischen Fisch und Meeresfrüchte einkaufen und die Restaurants beliefern. In den Sommermonaten spielt auch der Tourismus eine gewisse Rolle. Etwa 25 km nordwestlich von Muros endet der Jakobsweg am Kap Finisterre. Gelegentlich treten Jakobspilger ihren Rückweg nach Santiago de Compostela über Muros an und legen im Ort eine Station ein.

## Sehenswürdigkeiten
- Capela de San Xosé
- Capela do Espíritu Santo
- Igrexa de San Pedro
- Santuario da Virxe do Camiño
- Casa do Concello
- Mercado de Abastos
- Teatro Mercedes

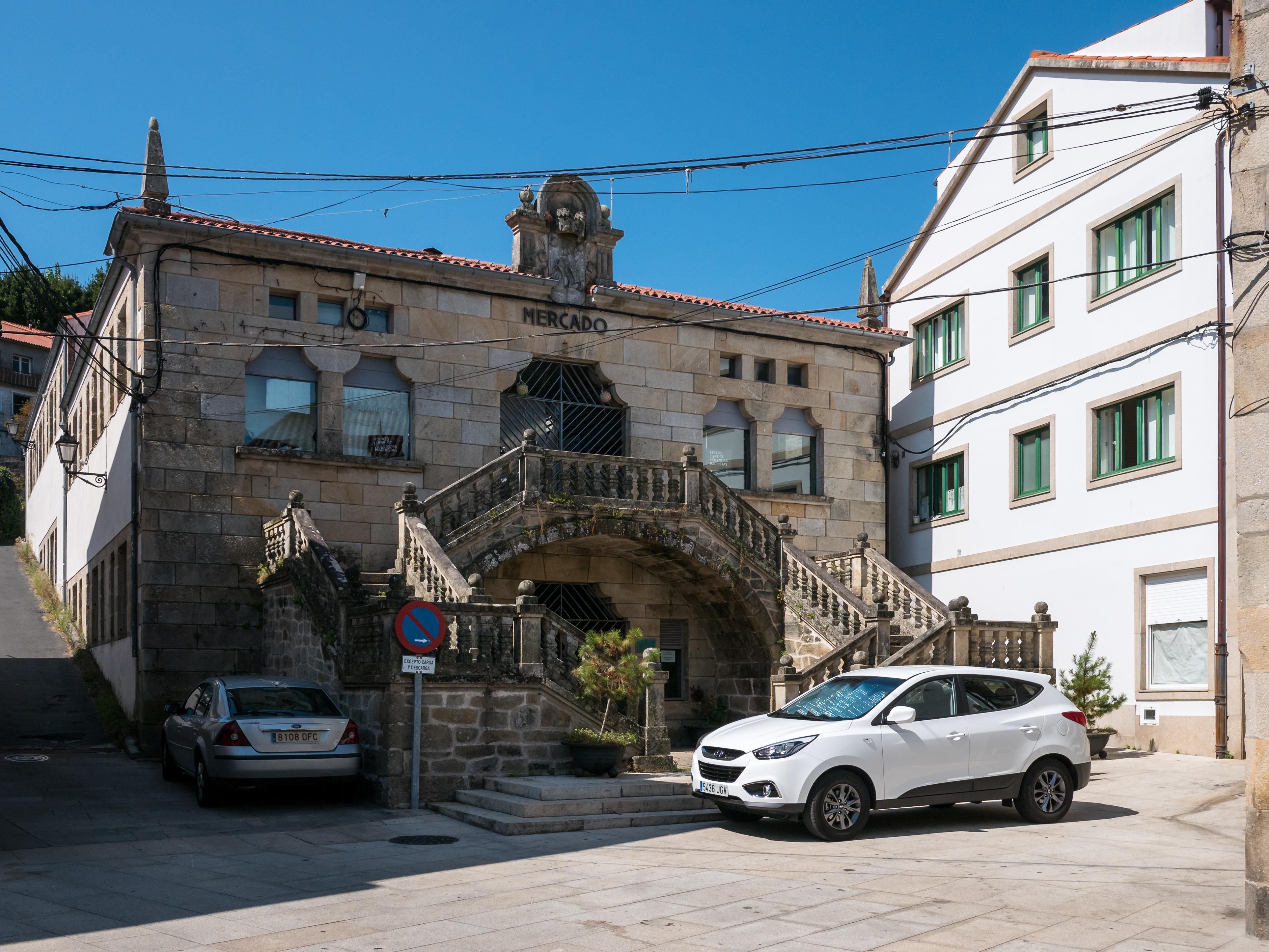
Markthalle in Muros

Die Petroglyphen von Laxe das Rodas sind Felsritzungen bei Muros.